# Raúl Duarte
Raúl Duarte Mungi (Piura, 11 novembre 1944) è un ex cestista peruviano.
È il fratello di Enrique, Luis e Ricardo Duarte.

## Carriera
Venne scelto al 12º giro del Draft NBA 1969 (160ª chiamata complessiva) dai San Diego Rockets.
Con il Perù ha disputato due edizioni dei Mondiali (1963, 1967) e i Giochi olimpici del 1964.